# 유월풍뎅이속

유월풍뎅이속(학명: Phyllophaga 필로파가[*])은 풍뎅이과 검정풍뎅이아과에 속하는 신세계 풍뎅이의 무리로 900종 이상이 속해 있는 대형 속이다. 이 속과 근연 속의 향명으로는 오월풍뎅이(May beetle), 유월벌레(June bug), 칠월풍뎅이(July beetle)가 있다.
몸 크기는 12~35mm 정도이며 몸색은 눈에 띄는 무늬를 제외하면 검정 빛 또는 적갈색이 돈다. 아랫면에 종종 털이 많이 있다. 야행성이며, 꽤 많은 수가 인공적인 빛에 유혹당한다.
속명은 '잎'을 뜻하는 그리스어 '필론'(고대 그리스어: φυλλον)과 '먹는 자'를 뜻하는 그리스라틴어 '파고스'(φαγος)에서 유래하였다.

## 생활환
생홣 주기는 약 1년이 걸린다. 암컷 성충은 한여름네 약 2주 동안 60개에서 75개 사이의 알을 낳는다. 알은 흰색을 띠고 있으며, 산란 초기에는 1.5~2.1mm의 타원형이지만 배아 발생이 진행될수록 원형으로 변해간다. 산란한 지 약 18일 뒤에 굼벵이로 부화한다. 새로이 부화한 애벌레는 몸길이 8mm이며 40mm 정도까지 성장한다. 흑갈색을 띠는 머리를 가진 이 굼벵이들은 몸의 약 옆을 따라 눈에 띄는 갈색 기문을 가지고 있다. 겨울이 오기 전에 허물을 두 번 벗는다. 3령 애벌레 시기는 거의 9달이나 지속되며 그 후에는 용화한다. 애벌레 상태로 월동하며, 겨울이 온난한 시기에는 활성화되기도 한다. 봄에 활동이 왕성해진다.

## 먹이
성충은 나무나 덤불의 잎사귀를 먹는 풍뎅이이다. 대량발생할 때에 식물에 상당한 피해를 줄 수 있다. 굼벵이는 초본식물 등의 뿌리를 식해한다.

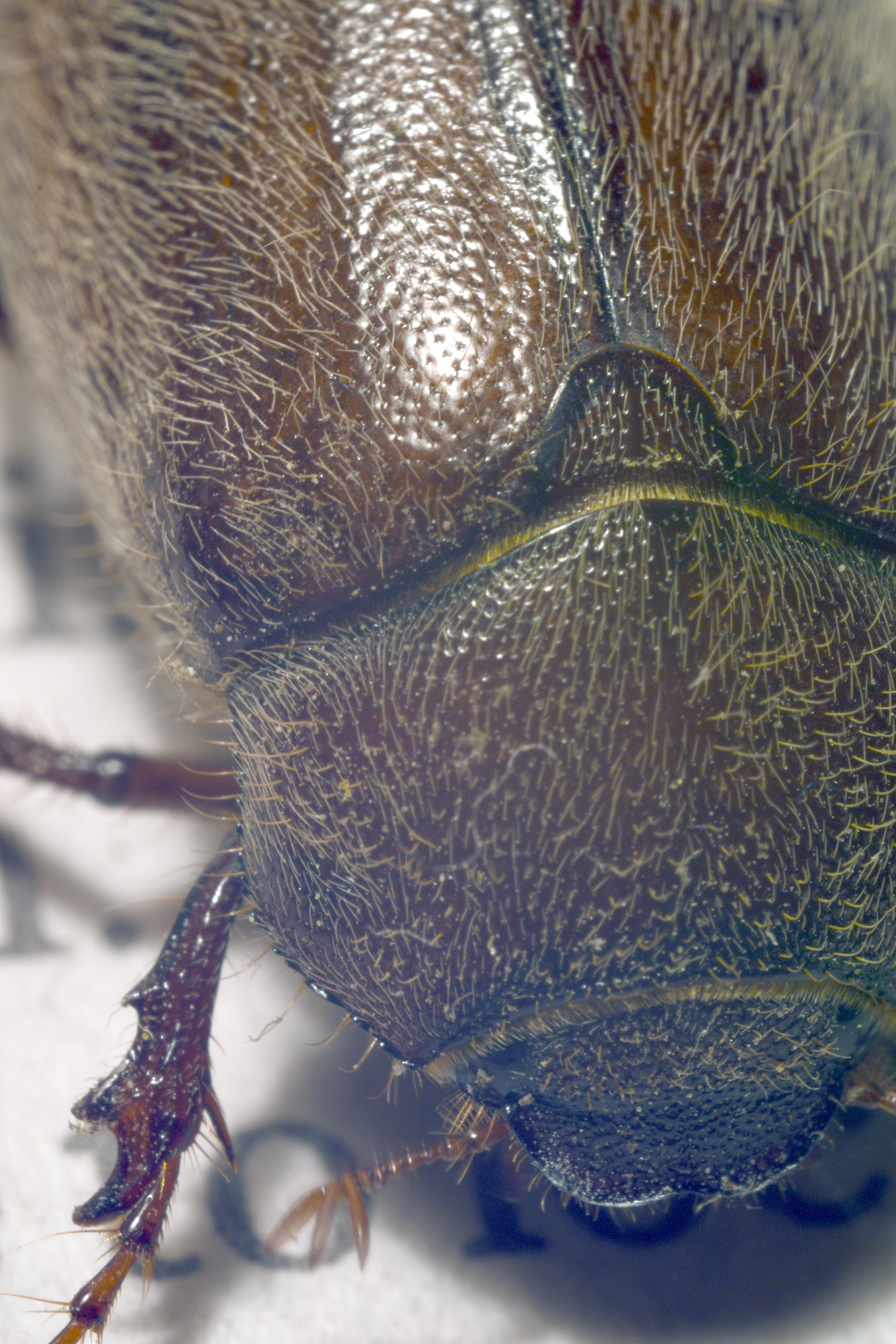
털보유월풍뎅이 (미국 오하이오주에서 발견)

성충은 활엽수, 덤불 및 기타 식물의 잎과 꽃을 먹는다. 하지만 굼벵이는 땅 속에 살며 곡류 등의 뿌리를 식해하고, 초지, 묘목장, 정원, 골프장 코스에 병해를 공공연히 퍼뜨린다. 발생의 명백한 징후는 까마귀 등의 새들이 굼벵이를 잡아먹기 위해 풀을 파내리는 행위이다. 이로 인해 생기는 상처는 건조한 날씨로 인해 빠르게 갈색으로 변해 잘 자라지 않는 부위로 이루어지게 된다. 굼벵이는 갈변지대 바로 아래에서 발견되며, 보통 특징적인 쉼표 같은 자세로 누워있다.
굼벵이는 이따금씩 양상추, 라즈베리, 딸기, 감자 등의 채소나 과채류 및 어린 조경수를 가해한다. 뿌리나 뿌리줄기가 손상되면 작은 묘목과 양상추 등의 부드러운 곧은뿌리 식물이 갑자기 시들거나 생장이 저해되고 잎이 조기 낙엽하는 경향을 보인다. 한 포장에서 한 줄에 연속해서 심어진 식물은 보통 한 식물에서 다음 식물로 이동하면서 연속적으로 공격을 받는다. 유월풍뎅이의 굼벵이는 3~4년 동안 땅속에서 먹이를 섭취하다가 성충 풍뎅이로 변한다.

## 천적
일부 풍뎅이파리과 파리들은 풍뎅이의 다리가 닿지 못하는 딱지날개에 가려진 등 부분에 알을 낳기 위해 날아다니는 풍뎅이들을 쫓는다. 알이 부화한 뒤, 구더기가 풍뎅이의 체강으로 파고들어가 속부터 갉아먹으며, 번데기가 되기 전에 비로소 숙주를 죽이게 된다. Exoprosopa fasciata라는 등에의 일종이 있는데, 이 파리도 유월풍뎅이에 기생하는 종이다. 이 등에의 구더기는 땅속의 굼벵이를 먹이로 삼으며 겨울을 나기위해 만들어진 굼벵이의 방에서 번데기가 된다. 유월풍뎅이에 기생하는 기생벌에는 수많은 과가 존재하며 그 중 굼벵이에 기생하는 벌로는 펠레키누스과, 배벌과, 굼벵이벌과가 있다. 많은 종의 양서류들, 스컹크와 두더지 등의 일부 소형 포유류는 굼벵이를 잡아먹는다.

## 더 읽어보기
- Dillon, Elizabeth S., and Dillon, Lawrence (1961). A Manual of Common Beetles of Eastern North America. Evanston, Illinois: Row, Peterson, and Company.
- Evans, Arthur W. Generic Guide to New World Scarabs—subfamily Melolonthinae
- Haarstad, John A. Insects of Cedar Creek, Minnesota 보관됨 2012-02-04 - 웨이백 머신
- Smith, A. B. T. (2003). Checklist of the Scarabaeoidea of the Nearctic Realm. Version 3. Electronically published, Lincoln, Nebraska. 74 pp, available here.
- White, Richard E. (1998). Beetles: A Field Guide to the Beetles of North America. Boston: Houghton Mifflin. ISBN 0-395-91089-7.